# NGC 7175
NGC 7175 este o galaxie situată în constelația Lebăda. A fost descoperită în 25 septembrie 1829 de către John Herschel.